# Аубакир Акылбайулы
Аубакир Акылбайулы (1881, урочище Шынгыстау в Абайском районе Абайской области — 1934) — казахский поэт, певец, музыкант.
Внук Абая, сын Акылбая. Воспитывался у Абая. С детства пел, играл на домбре, знал наизусть киссы и дастаны, сочинял сатирические стихи. Автор исторического произведении «Мамай батыр», «Әнет бабаң», «Ақтабан шұбырынды». Поднимал социальные вопросы в дастанах «Оралбай мен Керімбала», «Әреке и Береке». Поэма «Шыңғыстау» о голодных 1930-х годах. В народе популярны песни Аубакира «Көкен қалқам», «Әліби», «Әубәкірдің әні», «Дариға». 
В 1931 году уехал в Урджарский район, оттуда в Шымкент, где умер в 1934 году в возрасте 53 лет.
Произведения Аубакира хранятся в ЦНБ АН РК и в Семипалатинском мемориальном музее Абая.